# 573731 Matsnev
573731 Matsnev è un asteroide della fascia principale. Scoperto nel 2009, presenta un'orbita caratterizzata da un semiasse maggiore pari a 2,540981 UA e da un'eccentricità di 0,169252, inclinata di 15,922938ª rispetto all'eclittica.